# Cerkiew Świętych Piotra i Pawła w Szawlach (nieistniejąca)
Cerkiew Świętych Piotra i Pawła – prawosławna cerkiew w Szawlach, wzniesiona w latach 1864–1867 i zburzona na polecenie władz samorządowych niepodległej Litwy w 1936. 

## Historia
Cerkiew została zbudowana na potrzeby istniejącej od 1841 parafii prawosławnej w Szawlach. Carskie władze lokalne zdecydowały o jej umiejscowieniu przy głównym rynku miasta, w bezpośredniej okolicy katolickiej katedry Świętych Apostołów Piotra i Pawła, co miało dowodzić triumfu prawosławia na terenach zamieszkanych głównie przez katolików. Kamień węgielny pod budowę cerkwi został poświęcony 26 sierpnia 1864. Generał-gubernator wileński Michaił Murawjow wsparł budowę sumą półtora tysiąca rubli; część tych pieniędzy pochodziła z kar i kontrybucji nałożonych na uczestników i zwolenników powstania styczniowego. Pozostałą część potrzebnych środków przekazali sami wierni. Autorem projektu budynku był Nikołaj Czagin, który zaplanował wzniesienie cerkwi w stylu neobizantyjskim. 
7 maja 1867 gotową świątynię poświęcił biskup kowieński Aleksander. Już dwadzieścia lat później niezbędny był jej remont dokonany ze środków parafii. Na początku XX wieku istniały plany rozbudowy cerkwi, ostatecznie niezrealizowane. Nabożeństwa w cerkwi przestały być odprawiane w latach 1915–1920, kiedy wszyscy duchowni prawosławni z Szawli przebywali na bieżeństwie. 
W 1927 obiekt został odremontowany. Już w dwa lata później samorząd Szawli zażądał zwrotu gruntu, na którym znajdowała się cerkiew, w celu wzniesienia na nim budynku urzędowego. Mimo apeli społeczności prawosławnej i zwierzchnika eparchii wileńskiej i litewskiej do najwyższych władz kraju, cerkiew została ostatecznie rozebrana w 1936. Prawosławnym pozwolono przenieść do cmentarnej cerkwi Ikony Matki Bożej „Wszystkich Strapionych Radość” całe wyposażenie dawnej świątyni, zaś w czerwcu 1937 samorząd wypłacił im odszkodowanie w wysokości 30 tys. litów, zezwalając równocześnie na wzniesienie nowej świątyni w obrębie cmentarza prawosławnego. Otrzymała ona to samo wezwanie, co rozebrana cerkiew.

## Architektura
Wejście do cerkwi prowadziło przez przedsionek, ponad którym wznosiła się dzwonnica zakończona niewielką cebulastą kopułą z krzyżem. Drzwi były obramowane portalem, poniżej dachu znajdował się rząd półkolistych okien. Druga, umieszczona na bębnie kopuła znajdowała się ponad nawą, otoczona przez cztery mniejsze. Prezbiterium było niższe od pozostałej części budynku. Na fasadzie znajdowała się malowana na desce ikona patronów cerkwi. We wnętrzu znajdował się dwurzędowy ikonostas. Na dzwonnicy umieszczony był dzwon o wadze 52 pudów. 